# Miền Cổ Bắc

Phân vùng Bắc Cổ giới

Cổ Bắc giới hay Bắc Cổ giới là khu vực sinh thái lớn nhất trong tám khu vực sinh thái cấu thành bề mặt của Trái Đất. Nó bao gồm các vùng sinh thái trên mặt đất của châu Âu, châu Á về phía Bắc chân núi Himalaya, Bắc Phi, và phía bắc và trung tâm của bán đảo Ả Rập.
Cổ Bắc giới có nghĩa hoặc liên quan đến hoặc là một vùng địa sinh học hoặc tiểu khu vực bao gồm châu Âu, châu Á về phía bắc của Himalaya và châu Phi phía bắc sa mạc Sahara. Palae nghĩa là cũ hay cổ, vì vậy đây là một khu vực địa lý sinh vật cổ đại.
Khu vực Cổ Bắc giới có nhiều con sông vốn là nguồn nước cho các nền văn minh sớm nhất sử dụng làm nguồn nước tưới tiêu. Vùng sinh thái Cổ Bắc giới bao gồm năm tiểu vùng sinh thái nhỏ hơn: vùng Siberia châu Âu; lưu vực Địa Trung Hải; Sahara và Ả Rập sa mạc; Tây Âu và Trung Á; và Trung Quốc và Nhật Bản.